# Kiff Tebbi
Cet article possède un paronyme, voir Tebbi.
Pour plus de détails, voir Fiche technique et Distribution.
Kiff Tebbi (titre alternatif : Le Souffle du désert) est un film italien de Mario Camerini sorti en 1928.

## Synopsis
L'action se déroule en Tripolitaine, alors province de l'Empire ottoman, à la veille de la Guerre italo-turque (1911-1912). Dans la cité caravanière de Ksar Karabuli, le fils aîné d'une riche famille, Ismail Temsichet, ne cesse d'encenser l'Europe de laquelle il revient. Le fils cadet demeure, a contrario, attaché aux traditions musulmanes. Au cours de ses traversées à cheval dans le désert, Ismail rencontre deux bergères, Gamra et Mnè. Il s'éprend de la dernière. C'est aussi, à ce moment-là, que l'Italie déclare la guerre à la Turquie afin de conquérir la Tripolitaine. La cavalerie turque surgit et réquisitionne préventivement troupeaux et armes appartenant aux tribus.
Effrayées, les deux jeunes femmes s'enfuient à travers les dunes. Gamra, aveugle, est mordue par un serpent et décède ensuite. Mnè, à la recherche de secours, est prise par un soldat turc, tandis que la ville de Ksar Karabuli est saccagée par les militaires ottomans. Averti, Ismail parvient à sauver Mnè et la prend sous sa protection. Il la conduit chez lui et la confie à son vieux serviteur Taleb. Rassim, un puissant voisin, convoite la jeune femme : Ismail déjoue ses ruses et le tue. La guerre éclate : Ismail doit abandonner Mnè pour guider, à son corps défendant, l'armée locale contre les Italiens. Cependant, il est rapidement accusé de traîtrise et les Turcs l'emprisonnent au fort de Kassarmut. 
Dégradé, Ismail est condamné à mort. N'écoutant que ses sentiments, Mnè, accompagnée de Taleb, entreprend de le sauver. Or, le fort est maintenant sévèrement bombardé par les détachements italiens et, de fait, l'exécution d'Ismail ne peut avoir lieu. Dans le tumulte créé par les affrontements armés, Ismail et Mnè se retrouvent et s'étreignent. 
Un carton apparaît alors, mentionnant ceci : "Le drapeau italien flotte sur Kassarmut".

## Fiche technique
- Titre du film : Kiff Tebbi
- Titre alternatif : Le Souffle du désert
- Réalisation : Mario Camerini
- Scénario : Luciano Doria d'après le roman éponyme de Luciano Zuccoli (alias Luciano von Ingenheim)
- Assistant de réalisation : Corrado D'Errico
- Photographie : Ferdinando Martini
- Décors : Antonio Barrera, U. Tozzi
- Montage : Nuccio Fiorda
- Production : A.D.I.A., Luciano Doria
- Pays de production :  Royaume d'Italie
- Format : Film muet, Noir et blanc
- Genre : Film dramatique ,Film d'aventure
- Durée : 2 561 m (112 minutes environ)
- Date de sortie : 
  - Italie novembre 1928

## Distribution
- Donatella Neri : Mnè bent Ibrahim
- Marcello Spada (it) : Ismail ben Temsichet
- Piero Carnabucci : Rassim
- Ugo Gracci : Taleb
- Laura Orsini : Gamra
- Alberto Pasquali : le lieutenant Osman
- Gino Viotti : Ayad
- Enrico Scatizzi : le colonel Musa Bey
- Renato Visca : Muktar
- Carlo Benetti : Mabrul el Gadi

## Commentaire
Reçu, en son temps, comme un film d'aventure, Kiff Tebbi - le générique explique le sens du titre, en arabe, qu'il faut traduire comme tu veux - participe de l'imagerie colonialiste. Le film de Mario Camerini exalte, de manière extrêmement adroite, les bienfaits d'une éventuelle présence italienne en Afrique du Nord. Kiff Tebbi véhicule, en outre, la thèse d'un conflit d'intérêts entre tribus berbères de Tripolitaine et occupants turcs. Alberto Farassino jauge cette œuvre à l'aune de celle d'Alessandro Blasetti, Sole quasiment contemporaine. « [...] ce sont plutôt Sole et Kiff Tebbi qui font couple, similaires et antagonistes à la fois. », écrit-il. « Ce sont tous les deux des films politiques, qui témoignent d'un certain consensus à l'égard du régime dont ils sollicitent l'aide économique. Tous les deux sont des films de groupe, issus d'initiative sous forme de coopératives créées fin 1927, à quelques jours d'intervalle, et qui tentent de combattre la sclérose de la production italienne. » Ils incarnent deux pôles du cinéma de propagande fasciste : « Autant Blasetti est italien, attaché à la tradition paysanne et à la famille, autant Camerini est cosmopolite et moderniste. » Si Kiff Tebbi est le film de la conquête coloniale, Sole de Blasetti serait celui de la « reconquête du territoire métropolitain. » (A. Farassino). Kiff Tebbi, inspiré d'un roman populaire à la mode, fut essentiellement tourné dans les environs de Tripoli -, la Libye étant colonie italienne depuis 1912. Le tournage ne fut pas de tout repos : la pacification des contrées n'était pas terminée à cette époque-là. Camerini déclarera ceci : « J'étais déjà allé en Afrique du Nord pour faire un film avec Maciste, Maciste contro lo sceicco, en 1926. L'idée d'y retourner, de voir à nouveau ces paysages, de me déplacer, me fit réaliser Kiff Tebbi avec enthousiasme : il s'agissait d'une histoire entre Arabes. Arabes musulmans et Arabes ouverts à l'influence de l'Occident. » Kiff Tebbi, longtemps invisible, a été retrouvé et restauré à plusieurs reprises (dernière restauration en date par la Cinémathèque de Bologne en 2004).